# Franziska (Roman)
Franziska ist ein Roman von Ernst Weiß, der 1916 unter dem Titel Der Kampf bei S. Fischer in Berlin erschien.
Die junge Pianistin Franziska, auch Franzi genannt, liebt den stellenlosen Monteur Erwin und muss sich in einer Dreiecksbeziehung behaupten.

## Zeit und Ort
Der Roman handelt um 1913 – zunächst in einer nordböhmischen Kleinstadt, dann in Prag und in Berlin. Das Riesengebirge liegt in Sichtweite der Kleinstadt. Nachbarorte sind Johannisbad und Hüttenwalde.

## Handlung
Die Mutter der 17-jährigen Franzi stirbt. Die hoffnungsvolle angehende Pianistin steht mit den Schwestern Henriette und Minna verwaist und beinahe mittellos da. Minna hat ein Einsehen und verdingt sich in Prag als Dienstmädchen bei einem pensionierten General. Die alternde Henriette schlägt sich als Lehrerin durch. Von dem wenigen ererbten Geld leistet sich Franzi eine kurze Reise nach Prag. Dort spielt das junge Mädchen der gefeierten Solistin Leonore Constanza vor. Die Constanza erkennt Franzis Begabung und stellt ein „Probespiel“ vor dem Impresario Theodor Diemitz in Aussicht.
Wieder daheim, verliebt sich Franzi, inzwischen 19 Jahre alt, in den 23-jährigen Erwin. Der ebenfalls verwaiste junge Mann war in Berlin in einer Fabrik für drahtlose Telegraphie tätig gewesen, hatte für sein Unternehmen in Südamerika gearbeitet, war mit einer nicht ausgeheilten Malaria zurückgekehrt und entlassen worden. Nun hat er viel Freizeit und möchte sich autodidaktisch als Erfinder profilieren. Aus Berlin ist Erwin nicht nur vor der Arbeitslosigkeit geflüchtet, sondern auch vor seiner Freundin Hedy, einer jungen Stenotypistin, die bei ihrer Mutter lebt.
Die Constanza beordert Franzi zum versprochenen Probespiel nach Prag. Daraus wird nichts. Denn als Franzi zu dem Geliebten geht und sich eigentlich nur verabschieden will, schläft sie mit ihm. Erwin fährt darauf zu seiner Hedy nach Berlin und lässt Franzi entjungfert zurück. Die tief enttäuschte junge Frau rüstet zur Reise nach Prag. Erwin kommt zurück und fährt mit. Nach dem Kassensturz des jungen Mannes können beide etwa vier Monate in Prag bleiben. Aber Franzi spielt bei Diemitz vor und kann im zweiten Anlauf überzeugen. Die Pianistin erhält einen Vertrag inklusive einen passablen Vorschuss. Franzi fühlt, der Liebe Erwins ist sie sich nicht sicher. Sie macht ihm einen Heiratsantrag. Erwin stimmt zu. Zur Hochzeit kommt es nicht. Differenzen des Liebespaares bleiben bestehen. So sieht Franzi Erwin als ihren Besitz an. Das Du zwischen ihr und ihm ist Franzis Trauring.
Doch Hedy gibt keine Ruhe. Sie schreibt aus Berlin an Erwin. Franzi schlägt darauf eine gemeinsame Reise vor. Gesagt, getan. In Berlin stellt sich heraus, Hedy hatte inzwischen einen anderen Liebhaber, der sie allerdings verlassen hat. Erwins Malaria bricht erneut aus. Er muss in Berlin ins Krankenhaus. Franzi reist allein nach Prag zurück. Nach zwanzig Tagen Krankenhausaufenthalt kehrt Erwin mit 40 °C Fieber zu Franzi zurück. Franzi pflegt Erwin aufopferungsvoll. Sie meint, er ist krank geworden, weil ihn Hedy nach Südamerika geschickt hatte. Franzi, die „Frau von herber Schönheit“, will Erwins Ehefrau sein. Ihr erstes Konzert in Prag wird ein Riesenerfolg. Das nächste Konzert in Berlin steht bevor. Erwin bittet Franzi, nicht nach Berlin zu gehen. Franzi schlägt die Bitte aus. Beide fahren nach Berlin. Erwin liebt Hedy immer noch. Als Erwin Franzi gesteht, er habe Hedy wieder gesehen, kommt es zum Zerwürfnis. Es sieht so aus, als wolle Erwin gehen, doch Franzi kann ihn nicht lassen. Weil aber Erwin Hedy liebt, geht er wieder zu ihr hin. Es scheint so, als gestehe Hedy Erwin ihre Geschlechtskrankheit. Es könnte sein, sie hatte sich bei ihrem ungetreuen Liebhaber angesteckt. Hedy will mit dem Geliebten Erwin weggehen, will die Mutter im Stich lassen. Eigentlich kann dieser zuletzt erwähnte Dialog zwischen Hedy und Erwin als die große Liebesszene im Roman gelesen werden: Erwin liebt Hedy trotz ihrer klar erkennbaren Fehler und Hedy gesteht Erwin überzeugend ihre vorurteilslose Liebe. Aber der Roman heißt „Franziska“. Und Franziska hat sich ja auch für den kranken Erwin aus Liebe aufgeopfert. Da geht Erwin wieder zu Franzi hin. Franzi kann Erwins Pendeln zwischen ihr und der anderen Frau nicht begreifen. Erwin behauptet, er liebe Hedy nicht mehr. Diese Aussage steht nun im krassen Gegensatz zur oben genannten großen Liebesszene. Endlich gehen Franzi die Augen auf, und sie fragt sich, wie konnte sie so einen Schwächling wie Erwin lieben? Erwin, der Kleinmütige, fürchtet, Hedy, die schon lange mit Selbstmordgedanken spielte, könnte sich etwas angetan haben. Doch es ist zu spät. Als Franzi und Erwin in Hedys Zimmer eindringen, hat diese bereits Gift genommen und stirbt in Franzis Armen einen qualvollen Tod. Erwin rennt vergeblich nach Hilfe.
Die junge Franzi wird ihren Weg als Pianistin gehen – zunächst mit der Constanza nach Verona. War doch ihr Auftritt in Berlin – nach einem Fiasko bei der Probe – wiederum ein viel versprechender Erfolg.

## Form
Die „Innenansichten“ der drei Protagonisten Franzi, Erwin und Hedy werden in gesonderten Kapiteln, also notgedrungen sequentiell, präsentiert. Gedanken aller Figuren – auch mancher Nebenfigur – werden genau so wie die wörtliche Rede in Anführungszeichen notiert. Reichlich eingestreute symbolträchtige Bilder aus dem alten Prag fügen sich nicht immer schlüssig in die Handlung ein.

## Österreichisches Deutsch
Manchmal vergesse ich so ganz daran, …

## Kafka
- Ernst Weiß sieht die Korrekturfahnen zusammen mit Kafka auf Schloss Marienlyst durch.[8]
- Kafka schreibt an Grete Bloch, der Roman sei „noch schöner als die Galeere und ohne Mühe einheitlicher“.[8]

## Rezeption
- Erwin wirkt durch seine Willensschwäche destruktiv auf Franziska und Hedy.[9]
- Franziska, die junge Frau voller Energie, erkennt am Romanende Erwins Schwäche.[9]